# Team Nippo (2010)
Team Nippo was een Japanse wielerploeg. De ploeg bestond enkel in 2010. Team Nippo kwam uit in de continentale circuits van de UCI. De manager was Hiroshi Daimon.
Na het seizoen 2010 fuseerde het team met CDC-Cavaliere tot D'Angelo & Antenucci-Nippo.

## Bekende oud-renners
- Luca Barla (2010)
- Takashi Miyazawa (2010)
- Yasuharu Nakajima (2010)
- Junya Sano (2010)

## Per seizoen
- Ploeg in 2010